# IIFA Award/Beste visuelle Effekte
Die Gewinner des IIFA Best Special Effects Award waren:
| Jahr | Gewinner                                       | Film                        | Deutscher Titel                             |
| ---- | ---------------------------------------------- | --------------------------- | ------------------------------------------- |
| 2000 | Raj Taru (Video Sonic Ltd.)                    | Hindustan Ki Kasam          | —                                           |
| 2001 | Raj Taru (Video Sonic Ltd.)                    | Phir Bhi Dil Hai Hindustani | Mein Herz schlägt indisch                   |
| 2002 | Paul Sims                                      | Aks                         | Aks                                         |
| 2003 | Prime Focus                                    | Kaante                      | —                                           |
| 2004 | Bimmini Special Fx, Digital Art Media          | Koi Mil Gaya                | Sternenkind – Koi Mil Gaya                  |
| 2005 | Raj Taru (Video Sonic Ltd.), Eagle Video Films | Main Hoon Na                | Ich bin immer für Dich da!                  |
| 2006 | Prime Focus                                    | Dus                         | Dus                                         |
| 2007 | EFX Studios                                    | Krrish                      | Krrish, der Sternenheld                     |
| 2008 |                                                |                             |                                             |
| 2009 |                                                |                             |                                             |
| 2010 |                                                |                             |                                             |
| 2011 |                                                |                             |                                             |
| 2012 |                                                |                             |                                             |
| 2013 |                                                |                             |                                             |
| 2014 |                                                |                             |                                             |
| 2015 |                                                |                             |                                             |
| 2016 | Prasad Sutar                                   | Bajirao Mastani             | Bajirao & Mastani – Eine unsterbliche Liebe |